# Europrop International
Europrop International GmbH (EPI) ist ein 2002 von den vier größten europäischen Triebwerksherstellern für die Luftfahrt – MTU Aero Engines, Safran Aircraft Engines, Rolls-Royce und Industria de Turbo Propulsores – in Form einer Gesellschaft deutschen Rechts gegründetes Konsortium.
Die EPI GmbH befasst sich mit dem Design, der Entwicklung, dem Vertrieb, der Herstellung und dem Support des Turbotriebwerks TP400-D6, das der Ausstattung des Militärtransportflugzeugs A400M von Airbus Defence and Space dient.
Das TP400 ist das derzeit leistungsstärkste, aktiv produzierte Turbotriebwerk der Welt.
Auf der Grundlage des vereinten Know-hows der einzelnen Triebwerkshersteller sind ca. 2500 Personen in Europa mit dem TP400-D6-Programm der Europrop International GmbH beschäftigt. Die Teams der in München ansässigen Gesellschaft Europrop International arbeiten auch in Madrid, Sevilla und Berlin. Die Endmontage des TP400-D6-Motors wird in München durchgeführt, bevor er an Airbus Defence and Space in Sevilla geliefert wird.

## Geschichte

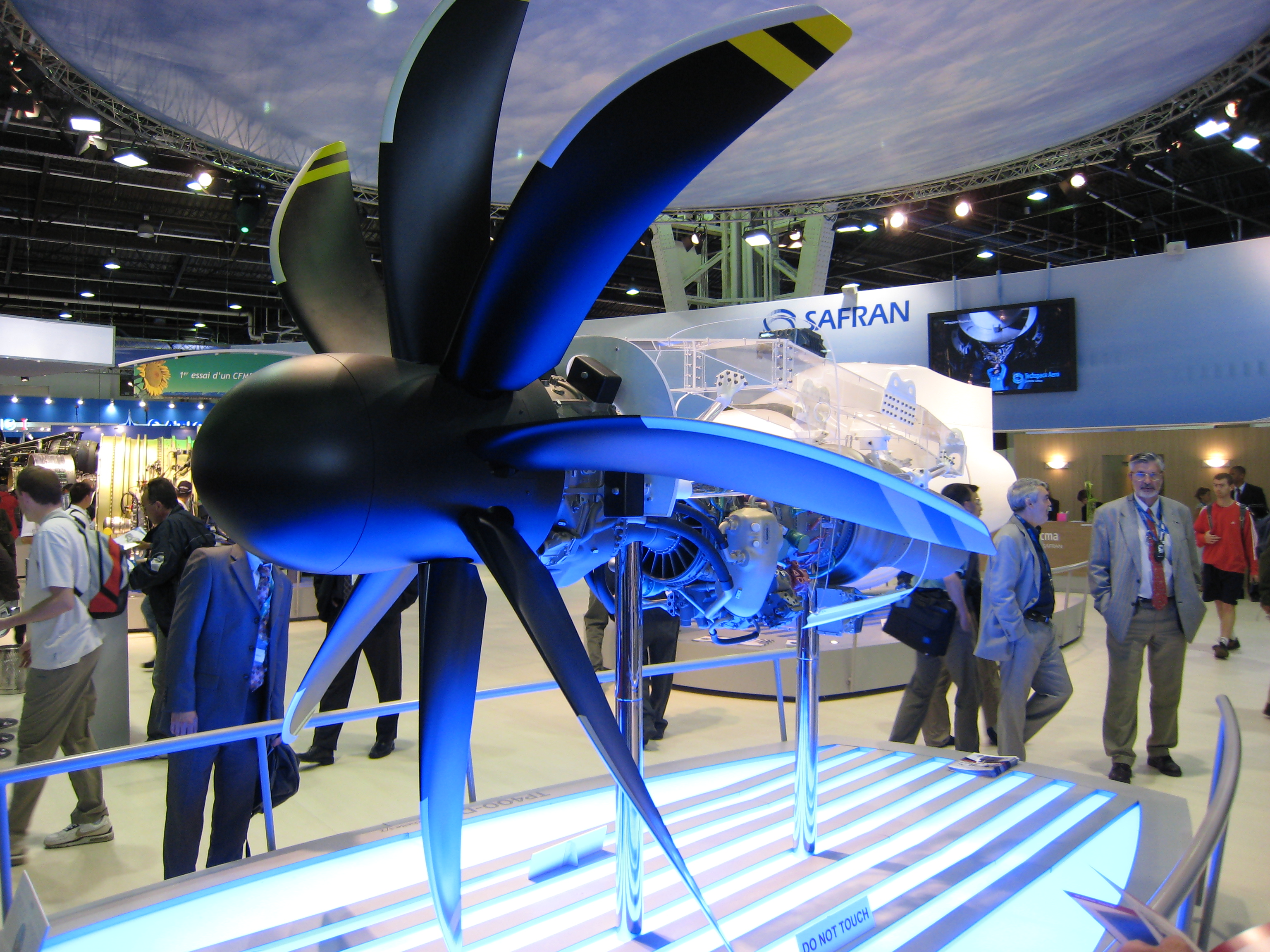
EuroProp International TP400-D6 auf der Paris Air Show, 2007

Die Europrop GmbH wurde 2002 gegründet. Ein Jahr nach ihrer Gründung wurde die EPI GmbH von Airbus Military mit der Planung des Antriebsmotors für den Militär-Airbus A400M, des TP400, betraut. 2004 begann die Analyse der Motorplanung, ein Jahr später fand der erste Test am Boden statt. Der erste Triebwerkstest mit Propellern folgte 2006 und die erste Flugsimulation im Jahr 2008.
2009 fand der erste Flug der Maschine A400M statt. Zwei Jahre später wurde der Motor TP400 gemäß den europäischen Standards der Zivilluftfahrt zertifiziert (EASA-Zertifizierung). 2012 ist das Jahr der ersten Triebwerksauslieferung. 2013 wurde die A400M von den französischen Luftstreitkräften in Betrieb genommen. Im darauffolgenden Jahr ließen sich drei weitere Nationen mit der Maschine beliefern: die Türkei, Großbritannien und Deutschland. 2015 fand die erste Belieferung der königlichen Luftstreitkräfte von Malaysia statt, also des ersten Exportkunden für die A400M und das Triebwerk TP400, und 2016 erhielt die spanische Luftwaffe ihre erste Maschine.
2017 unterzeichnete die EPI GmbH einen Supportvertrag mit der malaysischen Luftwaffe, der 2019 verlängert wurde.

## Anteilseigner
Die Anteile an der EPI sind Stand 16. August 2023 unter den vier Partnern wie folgt aufgeteilt.
| Name                    | Anteil |
| ----------------------- | ------ |
| MTU Aero Engines        | 28 %   |
| Safran Aircraft Engines | 28 %   |
| Rolls-Royce             | 28 %   |
| ITP Aero                | 16 %   |

## Belege
1. ↑  EPI achieves the assembly of the 400th TP400 turboprop. 18. Juli 2018, abgerufen am 18. Juli 2019.
2. ↑  EUROPROP INTERNATIONAL. 1. April 2015, abgerufen am 18. Juli 2019.
3. ↑  TP400-D6 - MTU Aero Engines. Abgerufen am 18. Juli 2019 (englisch).
4. ↑  TP400-D6. Abgerufen am 18. Juli 2019 (englisch).
5. ↑  TP400-D6. Abgerufen am 18. Juli 2019 (englisch).
6. ↑  TP400-D6 - MTU Aero Engines. Abgerufen am 18. Juli 2019 (englisch).
7. ↑  TP400-D6. Abgerufen am 18. Juli 2019 (englisch).
8. ↑  EPI achieves the assembly of the 400th TP400 turboprop. 18. Juli 2018, abgerufen am 18. Juli 2019.
9. ↑  TP400-D6 turboprop engine - Europrop International. In: Europrop. Abgerufen am 18. Juli 2019 (britisches Englisch).
10. ↑  TP400. 22. Mai 2015, abgerufen am 18. Juli 2019.
11. ↑  Europrop International at a glance. In: Europrop. Abgerufen am 18. Juli 2019 (britisches Englisch).
12. ↑  EPI achieves the assembly of the 400th TP400 turboprop. 18. Juli 2018, abgerufen am 18. Juli 2019.
13. ↑  A400M engine decision. Abgerufen am 18. Juli 2019 (englisch).
14. ↑  A400M Engine Decision. Abgerufen am 18. Juli 2019.
15. ↑  Craig Hoyle: UPDATED - PICTURES & VIDEO: Airbus celebrates as A400M gets airborne. 11. Dezember 2009, abgerufen am 18. Juli 2019 (britisches Englisch).
16. ↑  EASA Certifies EUROPROP'S TP400 engine |. Abgerufen am 18. Juli 2019 (englisch).
17. ↑  TP400-D6 - MTU Aero Engines. Abgerufen am 18. Juli 2019 (englisch).
18. ↑  Airbus Defence and Space delivers first A400M to Royal Air Force. Abgerufen am 18. Juli 2019 (englisch).
19. ↑  First Airbus A400M for Germany runs its engines. Abgerufen am 18. Juli 2019 (englisch).
20. ↑  Our shareholders - Europrop International. In: Europrop. Abgerufen am 16. August 2023 (britisches Englisch).